# Otto Dymling
Otto Leonard Dymling, född 30 maj 1863 i Göteborg, död där 26 december 1923, var en svensk arkitekt. 
Efter avgångsexamen från Chalmers tekniska institut 1883 studerade Dymling vid slöjdskolan i Dresden. Han praktiserade som arkitekt vid frihamnen i Hamburd och var arkitekt i vid Stadtbauamt i Darmstadt 1889–97, sedan sistlidna år verksam i Göteborg såsom byggnadskontrollant, arkitekt och byggmästare. Han var under flera år överkontrollant vid hälsovårdsnämndens byggnadskommission för stadens sjukhusanläggningar.
Dymling utförde bland annat Göteborgs slakthus 1903, av vars styrelse han var ledamot, och Göteborgs barnsjukhus som stod färdigt 1908 och Ågrenska konvalescenthemmet 1914 
Tillsammans med Pehr Nilsson ritade han 1917 om affärshuset, vari  biografen Palladium öppnade.
Han ligger begravd på Östra kyrkogården i Göteborg.

## Bilder av några verk

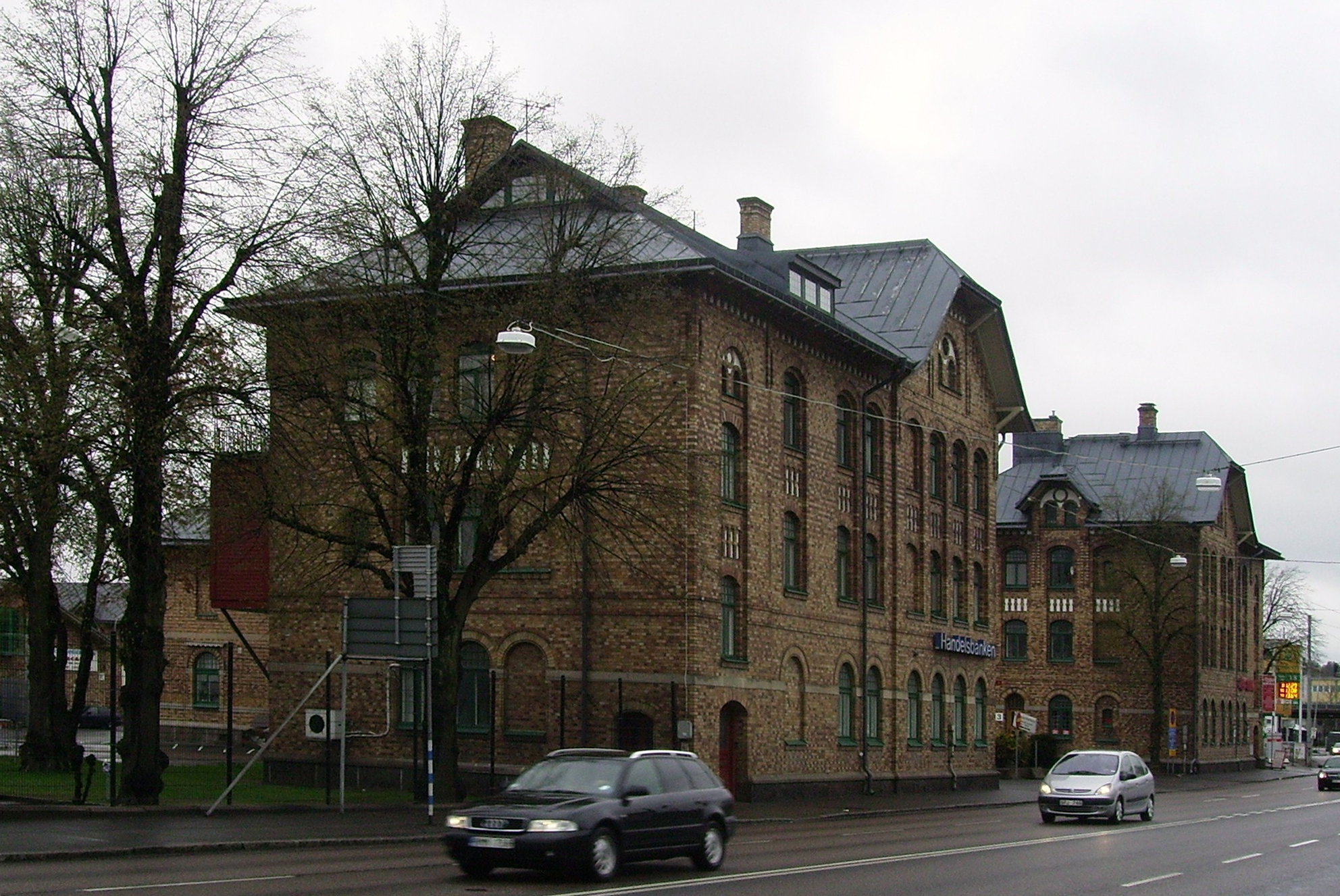
Göteborgs slakthus
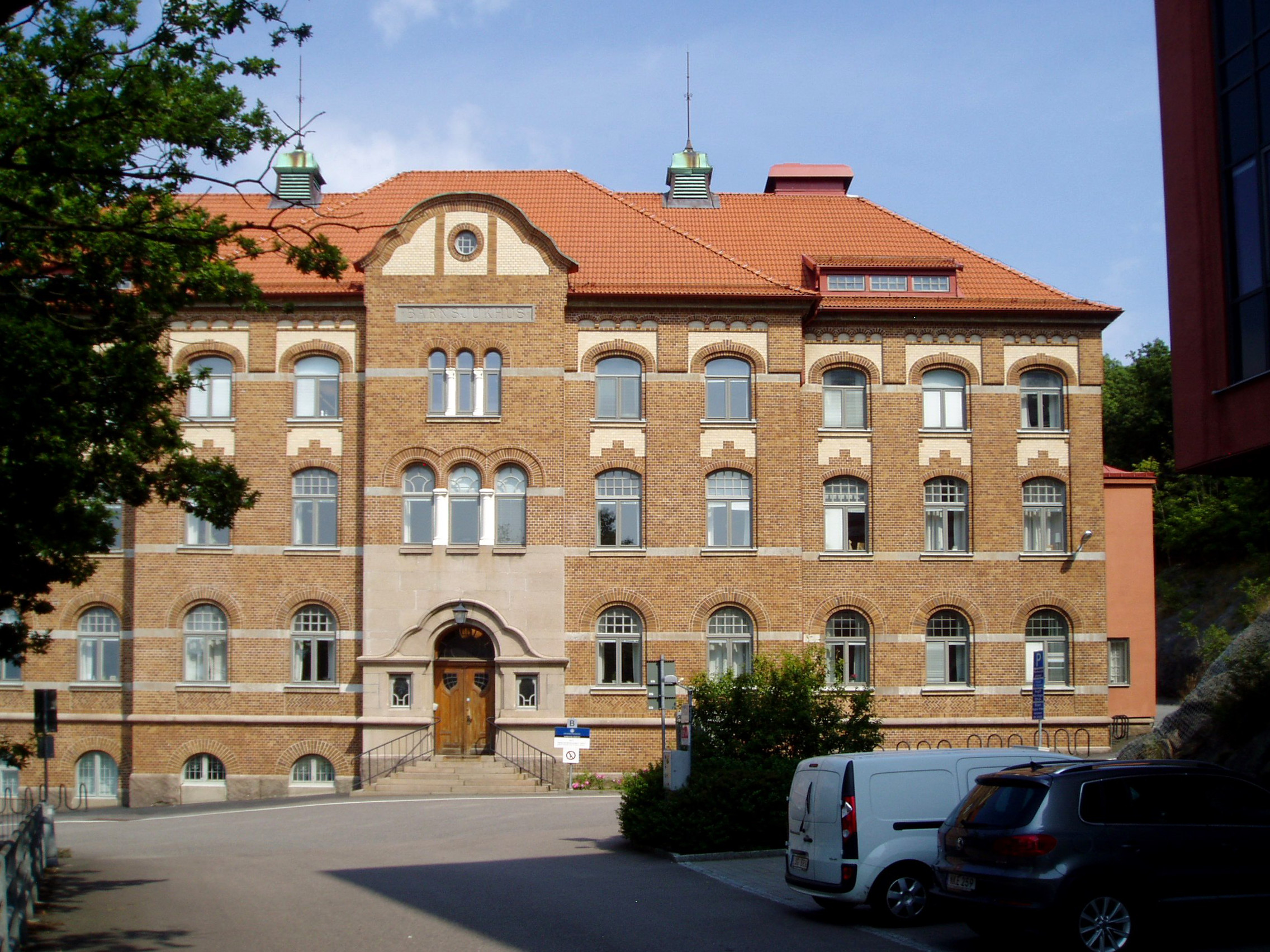
Göteborgs barnsjukhus
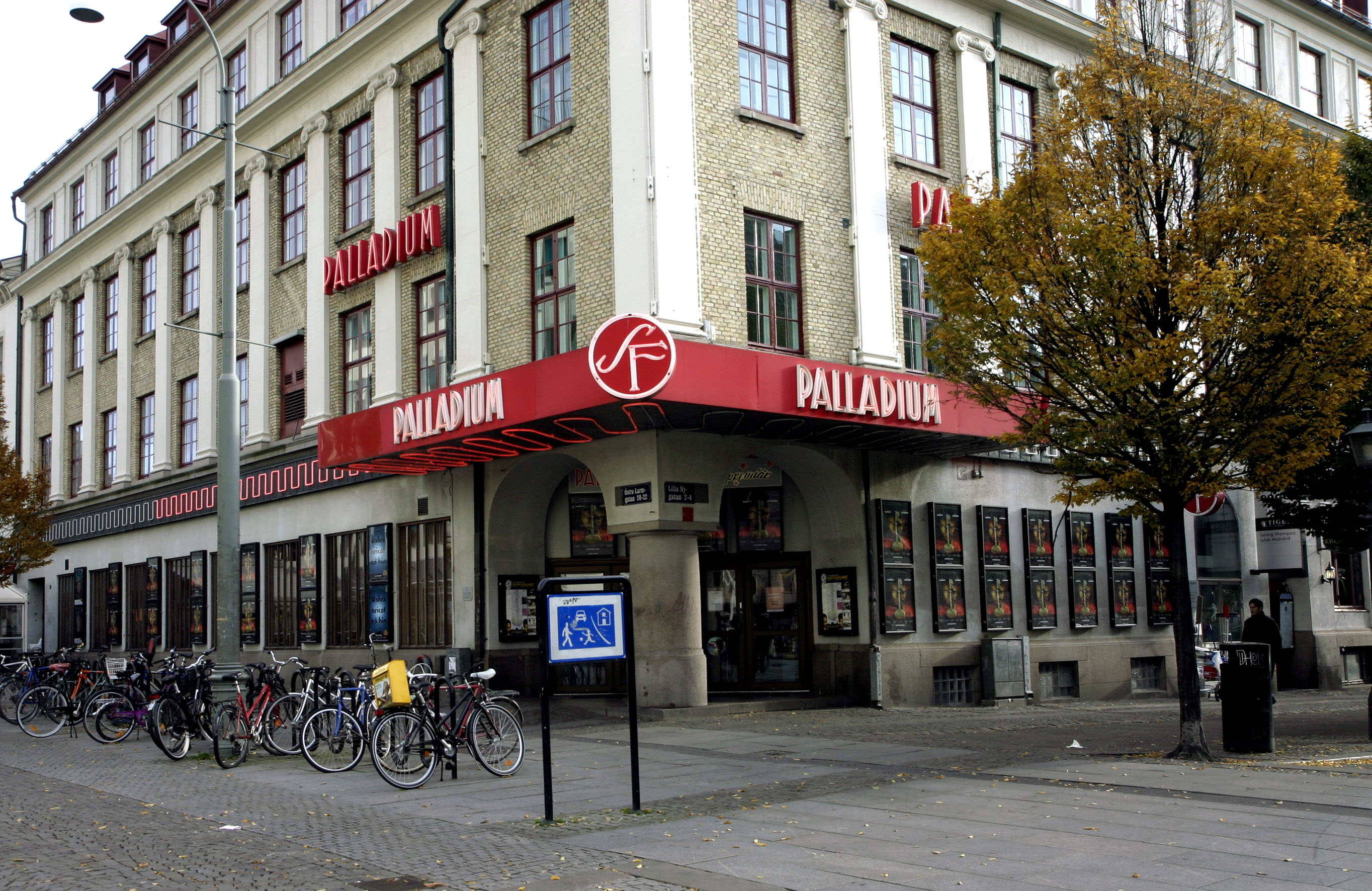
Palladium
Ågrenska